# Nordra Leieskjeret
Nordra Leieskjeret est une île norvégienne du comté de Vestland appartenant administrativement à Fedje.

## Description
Rocheuse et désertique, à fleur d'eau, elle s'étend sur environ 148 m de longueur pour une largeur approximative de 102 m. 